# Bagàs (restes)
El bagàs o remolta és el residu que resulta de certs processos d'elaboració d'aliments, com ara les restes d'extracció del canyamel o la canya de sucre o del premsatge de les olives i de llavors oleaginoses, etcètera, un cop s'han premsat per a treure'n suc. També es coneix com a refeta, sansa, pinyola(da) o molla (Bal.).
La morca és el residu líquid o pasta que s'obté en l'extracció de l'oli d'oliva. El peu de refeta, o de sansa, o de pinyola, o de repàs és el de pasta d'olives moltes per la segona vegada.
Alguns d'aquests subproductes tenen interés com a font de pinsos i proteïnes per a consum animal o humà, per la fabricació d'aiguardent o bioetanol. Més recentment aquesta biomassa s'ha descobert com a combustible bioenergètic en instal·lacions de cogeneració o com primera matèria per fabricar biogas la fabricació de paper o altres productes a alt valor afegit.

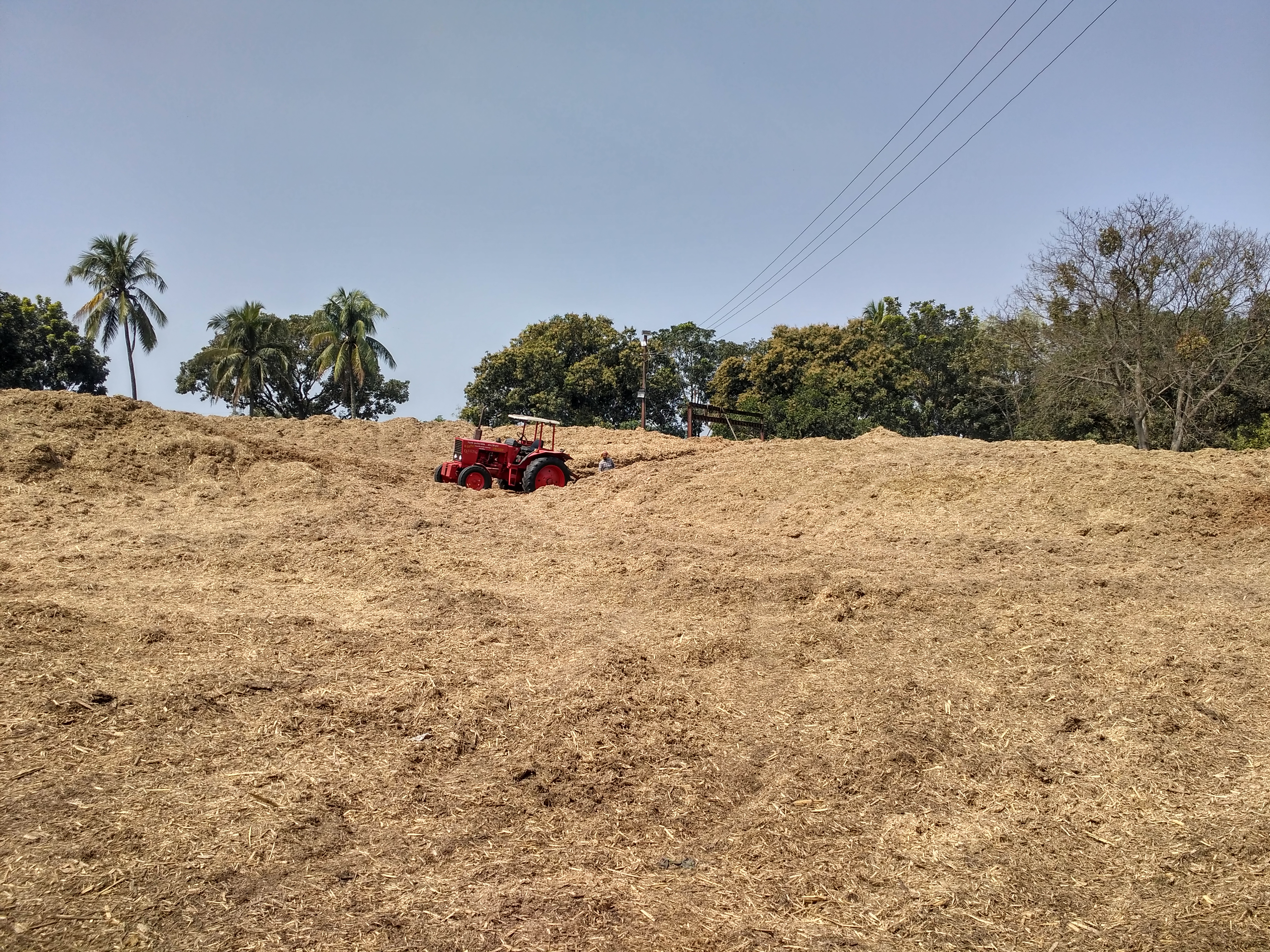

## Bagàs de cervesa
Actualment, el bagàs de cervesa és generalment comercialitzat com a complement de la dieta de remugants, com ara de vaques lleteres. S'ha analitzat com a possible font d'additius per benzinols perquè se'n disposa durant tot l'any, al ritme de fabricació de cervesa. És el residu de la maceració del malt en el procés de fabricació de cervesa, el conjunt de matèries insolubles residuals que durant el procés cerveser se separen del most per filtració a l'acabament de l'etapa de maceració del malt. El bagàs surt moll a 74 °C. com a focus de contaminació microbiològica del procés cerveser, cal evacuar a la major brevetat.

### Composició del bagàs de cervesa
Per a la fabricació de cervesa es conreen varietats d’Hordeum vulgare, L. i d’Hordeum distichon, L. En els corresponents grans d’ordi es poden distingir les següents parts:
1. Clofolla, 7-13%
2. Pericarp i testa, <1%
3. Capa d’aleurona, 1-3%
4. Endosperma, 80-85%
5. Embrió, 3-5%

L'estructura de la clofolla és feta de polisacàrids. La cel·lulosa del gra és en gran part confinada a la clofolla. També hi ha hemicel·luloses que contenen residus de pentoses, hexoses i àcids urònics.
Aquest esquelet polisacarídic conté lignina, la funció principal de la qual és conferir rigidesa a les parets cel·lulars. La lignina del gra es localitza en gran part a la clofolla. També hi són presents petites quantitats de polifenols (tanins), compostos que poden ser involucrats en la biosíntesi o degradació de la lignina.
Composicions químiques brutes descrites per al bagàs de cervesa
- Balanç de matèria del gra d’ordi, g/kg[8]
- Remull, 5-15
- Respiració, 31-75
- Arrels, 24-45
- Most, 637-697
- Bagàs, 170-300

Components del bagàs de cervesa / continguts, g/kg
- Cel·lulosa, 180
- Hemicel·luloses, 246[9]
- Midó, 68
- Sucres solubles, 11
- Matèries grasses, 83
- Matèries nitrogenades, 250
- Matèries minerals, 39
- Altres sense nitrogen, 123[10]

Les variacions en la composició del bagàs són degudes a la naturalesa del malt, la finesa de la molta, la tecnologia de la maceració, el grau d’exhauriment i el sistema de filtració. Les diferències més notables provenen del desigual grau d’hidròlisis del midó a l’acabament de la maceració.
Els polímers sense nitrogen del bagàs:
· Sosteniment
+ Polisacàrids
# Cel·lulosa, ß-1,4 (d’alt i baix grau de polimerització)
# Hemicel·luloses
§ Xiloglucans, ß-1,4
§ Arabinoxilans, ß-1,4
§ Arabinogalactans, ß-1,3
§ Xilans (tipus variats), ß-1,4
§ Glucomannans, ß-1,4
§ Galactoglucomannans, ß-1,4
§ ß-glucans, ß-1,3;ß-1,4
# Pectines
§ Poligalacturonans
§ Ramnogalacturonans
§ Galactans
§ Arabinans
§ Arabinogalactans
+ No polisacàrids
# Lignina
· Reserva
+ Polisacàrids
# Midó
# Hemicel·luloses
Els principals polímers sense nitrogen del bagàs de cervesa són:
· Hemicel·luloses
* Xilans (arabinoxilans)
* ß-glucans
. Cel·lulosa
· Midó
* Amilosa
* Amilopectina
· Lignina

## Aplicacions
- Una classe de remolta és el residu llenyós de la canya de sucre. En estat fresc conté un 40% d'aigua. Sol utilitzar-se com a combustible a les pròpies sucreres. També s'utilitza en la indústria del paper i fibres, per la cel·lulosa que contenen. Com a font de fibres papereres té unes limitacions similars a les de la palla de cereals, encara que ofereix major versatilitat. Globalment es pot utilitzar per substituir les pastes de frondoses sense disminuir la qualitat del producte final; s'utilitza actualment en pràcticament totes les qualitats de paper, si bé no es pot usar en alts percentatges en qualitats d'embalatge d'alta resistència.

- El residu de raïm o la brisa queda després d'extreure el most. Està constituït per la pell, les llavors i els caps dels raïms.Se n'obté, mitjançant destil·lació a l'alambí, l'aiguardent també anomenat oruxo, grappa a Itàlia, Argentina i Uruguai, marc de Bourgogne o de xampany a França, marc de cava a Catalunya, bagaço a Portugal…

- La remolta d'olives es diu refeta o pinyolada. Es tracta dels pinyols i altres restes dels quals, mitjançant l'ús de pressió extrema i dissolvents s'aconsegueix l'oli de pinyolada, de molt inferior qualitat: perquè sigui apte per al consum ha de refinar, després es barreja amb oli verge per donar-li una mica de sabor.

- El bagàs de cervesa s'utilitza principalment com a aliment per a remugants[11] tot i que pot tenir aplicacions en la indústria química.[8]